# Barthélemy Boganda
Barthélemy Boganda (4. dubna 1910, Bobangui – 29. března 1959) byl středoafrický politik, který se stal ústřední postavou osamostatnění Středoafrické republiky.

## Život
V roce 1920 nastoupil do misijní školy Svatého Pavla v Bangui a 14. prosince 1922 byl pokřtěn – jméno Barthelémy náleželo apoštolovi, který křtil africké černochy. V roce 1931 vstoupil Boganda do semináře v Yaoundé, vysvěcen byl 27. března 1938 Msgre. Grandinem a stal se tak prvním knězem v Ubangi-Šari.
Za války sloužil jako kněz v mnoha provinciích, což zvýšilo jeho popularitu. Msgre. Grandin jej po druhé světové válce požádal, aby kandidoval ve volbách, které proběhly 10. listopadu 1946. Byl zvolen a odešel do Francie a vstoupil do Lidového republikánského hnutí (MRP). V roce 1950 ovšem založil vlastní stranu, Hnutí pro sociální vývoj černé Afriky, protože MRP byla podle jeho názoru příliš vzdálená situaci ve Francouzské rovníkové Africe. V témže roce se oženil se slečnou Jourdainovou, sekretářkou MRP, ačkoliv byl stále v kněžském stavu.
V roce 1951 byl znovu zvolen, hlavně díky všeobecné lidové podpoře v době jeho věznění (byl zatčen, když na tržišti v Bokanze protestoval proti vraždě jednoho náčelníka, oběti koloniálního útlaku). Od té doby se Boganda stal symbolem lidového odporu proti koloniální správě. Proti koloniálnímu útlaku však bojoval jeho vlastní zbraní – odkazem na platné zákony. Na druhou stranu nebyl africkým tradicionalistou a nevycházel z postulátů negritude. Obdivoval francouzsko-latinskou kulturu, ve které viděl budoucnost střední Afriky.
V roce 1956 byl, přes odpor koloniální správy, zvolen starostou Bangui. Přes další volební vítězství v roce 1957 odmítl vstoupit do vládního výboru Ubangi-Šari a zaměřil se na činnost v rámci Velké rady Francouzské rovníkové Afriky, jíž se stal předním představitelem. Přes dřívější spory se Sdružením pro Francii přijal bez výhrad návrhy nové ústavy de Gaulla, ve které bylo vytyčeno nové společenství sestávající z Francie a jejích kolonií. Nechtěl zpřetrhat vztahy s Francií, před samostatností upřednostňoval samosprávu.
Měl v plánu vytvořit velkou Středoafrickou republiku, která by zahrnovala celou Francouzskou rovníkovou Afriku a část Belgického Konga mezi řekami Kongo a Ubangi. V další etapě navrhoval vznik Spojených států latinské Afriky, do kterých by byla zahrnuta i Angola, Kamerun a Rwanda–Burundi. Tyto plány zneklidňující Francouze, Belgičany i Portugalce mohly mít vliv na jeho tragickou smrt. Zemřel při leteckém neštěstí 29. března 1959.